# Leptosia bastini
Leptosia bastini é uma borboleta da família Pieridae. Ela é encontrada na República Centro-Africana e a sudeste dos Camarões. O habitat natural é constituído por florestas.